# Kalenderoğlu Mehmed
Kalenderoğlu Mehmed (? - 1609) fou un revolucionari turc cap dels djelalites o djelalis d'Anatòlia. Va néixer a Yassiviran prop d'Ankara en data desconeguda.
Era funcionari de l'estat i el 1596 fou un dels desertors al moment crític de la batalla de Mezö-Keresztes i va perdre la seva posició; va apel·lar i la condemna fou ratificada sent amenaçat encara d'un càstig major, pel que va decidir passar als rebels djelalis dirigits per Karayazidji que dominaven la major part d'Anatòlia.
A la mort de Karayazidji el 1601, el cap Deli Hasan va pactar amb el govern i fou nomenat beglerbegi de Bòsnia, però Kalenderoğlu Mehmed i altres (Karakush Ahmed, Kara Said…) es van oposar al pacte i va assolir el comandament del moviment a la regió d'Ankara-Akshehir-Kütahya. Va derrotar l'exèrcit del visir Nasuh Pasha a Bolvadin (1605).
Quan el sultà va acceptar pactar amb els caps djelalis, Kalenderoğlu Mehmed fou nomenat beglerbegi de Karaman amb títol de paixà, però no va arribar a exercir el càrrec i va rebre Ankara com a arpalik. El 1606 Kuyucu Murat Paşa va esdevenir gran visir. Murad li va ordenar unir-se a les seves forces contra els djelalis que seguien la lluita dirigits per Djampulatoghli Alí Paixà a Alep. Kalenderoğlu va desobeir i mentre Murat anava a Alep, ell es va dirigir a l'oest amb una força nombrosa i es va apoderar de tota la costa de la mar Egea i la regió de Bursa (però no la ciutat de Bursa); mentre Murad havia derrotat decisivament a Djampulatoghli Alí Paixà, i llavors Kalenderoğlu Mehmed va cridar a tots els caps djalalis a reunir-se amb ell; tots el van obeir excepte Muslu Cavush que operava a Silifke, i el mateix Djampulatoghli.
Llavors el nou cap va proposar lliurar batalla a la regió de Marash-Alep, proposta acceptada per unanimitat. L'exèrcit rebel, d'uns setanta mil homes, fou derrotat decisivament a Göksun per Kuyucu Murat Paşa el 5 d'agost de 1608.
Kalenderoğlu Mehmed i els principals caps van fugir cap a Pèrsia. Fou acollit pel xa Abbas I el Gran, però al no voler deixar la lluita armada, fou executat el 1609.